# Municipio de Liberty (condado de Seneca)
El municipio de Liberty (en inglés: Liberty Township) es un municipio ubicado en el condado de Seneca en el estado estadounidense de Ohio. En el año 2010 tenía una población de 2035 habitantes y una densidad poblacional de 21,61 personas por km².

## Geografía
El municipio de Liberty se encuentra ubicado en las coordenadas 41°11′42″N 83°15′00″O / 41.19500, -83.25000. Según la Oficina del Censo de los Estados Unidos, el municipio tiene una superficie total de 94.15 km², de la cual 94,12 km² corresponden a tierra firme y (0,04 %) 0,03 km² es agua.

## Demografía
Según el censo de 2010, había 2035 personas residiendo en el municipio de Liberty. La densidad de población era de 21,61 hab./km². De los 2035 habitantes, el municipio de Liberty estaba compuesto por el 97,1 % blancos, el 0,39 % eran afroamericanos, el 0,15 % eran amerindios, el 0,74 % eran asiáticos, el 0,88 % eran de otras razas y el 0,74 % eran de una mezcla de razas. Del total de la población el 4,67 % eran hispanos o latinos de cualquier raza.